# Joséphine de Beauharnais
Joséphine vicomtesse de Beauharnais, geboren Marie-Josèphe-Rose Tascher de la Pagerie, spreek uit Taschèr (Les Trois-Îlets, Martinique, 23 juni 1763 – Rueil-Malmaison, 29 mei 1814), kortweg Joséphine, was een West-Indische schoonheid, die deel uitmaakte van de Parijse society, bekend als de eerste echtgenote van keizer Napoleon Bonaparte.

## Ouders
Joséphine werd geboren op Martinique in een Franse adellijke creoolse familie. Ze was de dochter van Joseph-Gaspard Tascher de la Pagerie en Rose-Claire des Vergers de Sanois. Het hoofd van de familie Tascher was baron, de overige leden van de familie droegen geen adellijke titel. Haar vader, de zoon van een Franse kolonist, sloot in 1761 een voordelig huwelijk met Rose-Claire, de dochter van een Franse kolonist. Het echtpaar woonde op de plantage waarover zij de leiding hadden en die later van de ouders van Rose-Claire werd gekocht. Zijn schoonvader had als page van Maria Josepha van Saksen aan het Franse hof gediend en kwam rond 1755 naar Martinique als aide-de-camp van de Franse gouverneur François de Beauharnais.

## Jeugd
Joséphine, als freule toen nog Marie-Rose, werd als kind "Yeyette" genoemd, een naam die haar door haar verzorgster was gegeven. Ze was de oudste van drie dochters. Na haar volgden Catherine-Désirée en Marie-Françoise ("Manette"). Het was Napoleon die Yeyette de naam 'Joséphine' gaf, de naam waarmee ze de geschiedenis in is gegaan.

## Huwelijk

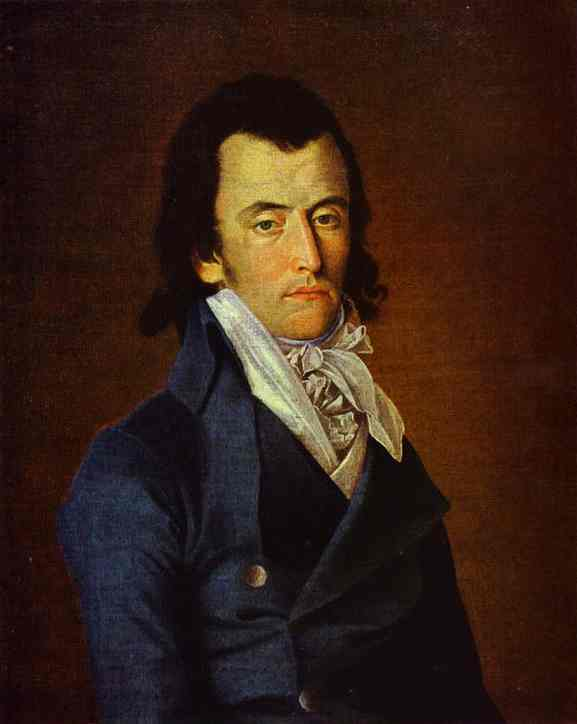
Alexandre de Beauharnais
(ca. 1791-1794), Hermitage

Haar familie had het financieel moeilijk nadat een orkaan hun plantage verwoest had in 1766. Via haar tante Edmée marquise de Beauharnais, geboren Tascher de La Pagerie, werd een huwelijk gearrangeerd met stiefzoon Alexandre de Beauharnais, de zoon van de gewezen gouverneur. Alexandre werd naar Parijs gestuurd om carrière te maken. De 16-jarige Joséphine woonde in het huis van haar schoonvader in de Rue Thevenot. Het huwelijk was ongelukkig: de eerzuchtige Alexandre vond Marie-Rose, zoals zij zichzelf noemde, weinig ontwikkeld. Van kennis over Jean-Jacques Rousseau en Voltaire had Marie-Rose geen kaas gegeten. Ook politieke zaken waren niet aan haar besteed. Marie-Rose voelde zich op haar beurt verwaarloosd door de vaak afwezige Alexandre. Hij zou in Noord-Amerika hebben gevochten. Bovendien stond trouw niet hoog in het vaandel.
Uit het huwelijk werden twee kinderen geboren: Eugène (1781) en Hortense (1783), de latere vrouw van Lodewijk Napoleon en koningin van Holland. Na enkele jaren werd de verwijdering tussen Marie-Rose en Alexandre nog groter. Alexandres vriendin, Laure de Girardin, stookte het vuurtje flink op en liet hem geloven dat hij niet de biologische vader van Hortense zou zijn. Marie-Rose nam dit zo hoog op dat ze het huis verliet. De rechter moest er aan te pas komen. Marie-Rose bedong in 1785 een scheiding van tafel en bed en alimentatie. Deze eisen werd door de rechter toegewezen toen bleek dat Alexandre zijn beschuldigingen van de vermeende ontrouw van Marie-Rose niet kon bewijzen. Ook mocht Marie-Rose van de rechter voortaan haar eigen (financiële) zaken beheren. Eugène mocht tot zijn vijfde levensjaar bij haar wonen; Hortense werd haar toegewezen.
In 1793 commandeerde Alexandre tijdens de Eerste Coalitieoorlog als generaal het Rijnleger, maar maakte fouten en militaire blunders. De Beauharnais werd er van beschuldigd dat hij te laat aankwam bij de eerste Duitse democratie, de Republiek Mainz, die was belegerd door Pruisische troepen. Hij zou opzettelijk zijn mannen hebben laten capituleren bij het Beleg van Mainz. Vanuit de gevangenis richtte Alexandre een brief aan generaal Hoche waarin hij Eugène en zijn vrouw aanbeval. Hij is op 23 juli 1794, enkele dagen voor het einde van het Schrikbewind, onthoofd onder de guillotine.
Ook Marie-Rose was in november gevangengezet in Croissy. Zij kwam na de val van Robespierre weer vrij op 6 augustus. In de gevangenis had ze kennis gemaakt met de geraffineerde Thérésia Cabarrus, later madame Tallien, een mooie en in de mode toonaangevende vrouw in Parijs, die relaties met bankiers en politici onderhield. Josephine leefde tijdens de Witte Terreur met grote schulden; haar knecht en huishouding werden betaald door Paul Barras.

## Maîtresse van Barras

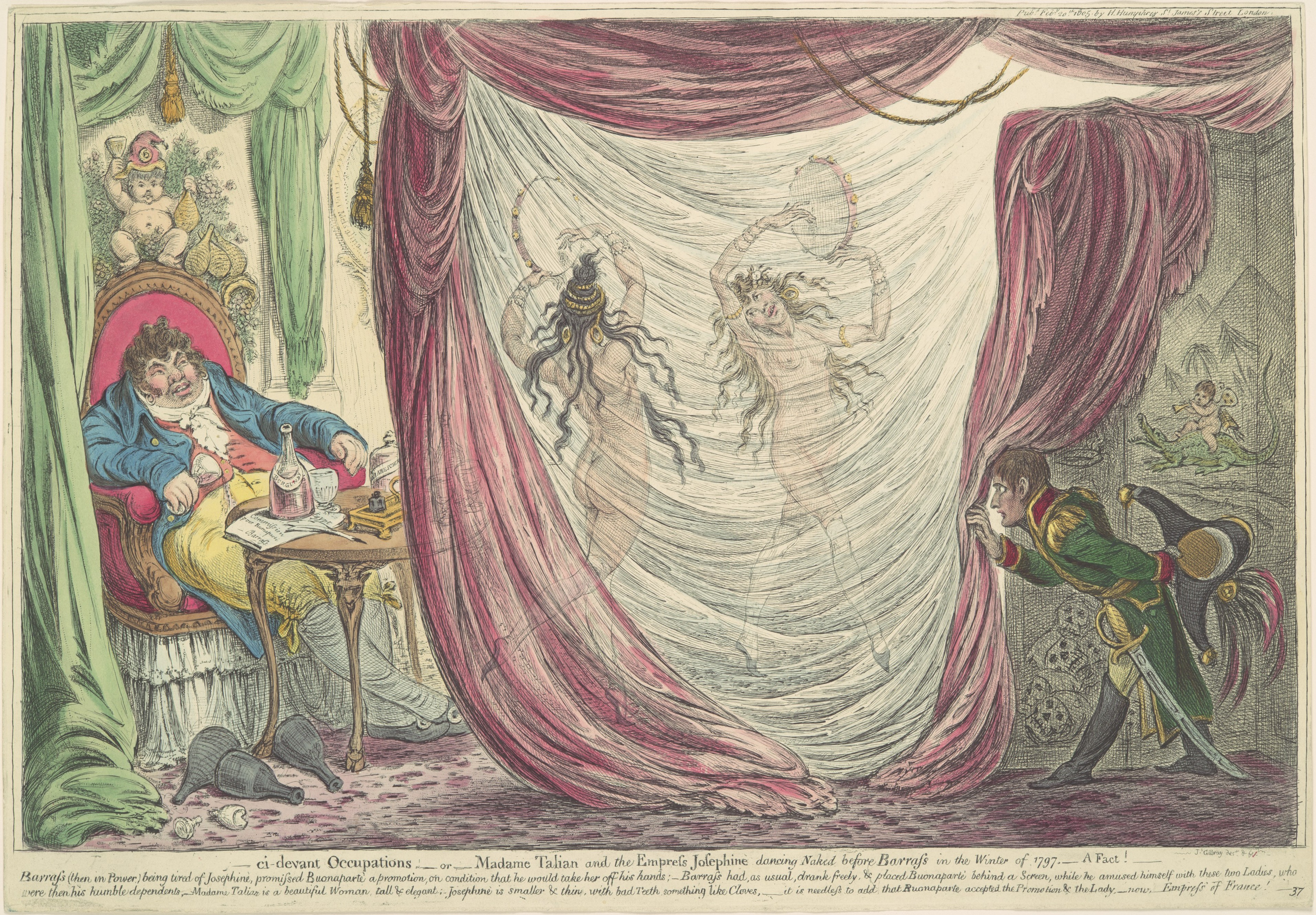
In deze Engelse spotprent laat Barras zich amuseren door de naakte, dansende Joséphine de Beauharnais en Thérésa Tallien, de vrouwen van respectievelijk Napoleon Bonaparte en Jean-Lambert Tallien

Vicomte de Barras, na de revolutie kortweg Barras, was een generaal in het Franse leger en na juli 1794 de machtigste man in Parijs. Hij leidde vanaf oktober 1795 het Directoire. Barras steunde zwaar op het Franse leger om de rust in het land te laten weerkeren. Napoleon had een royalistische opstand neergeslagen in opdracht van Barras op 13 Vendémiaire (5 oktober). Op 15 oktober 1795 beloonde Barras Napoleon voor zijn hulp. Napoleon werd bevorderd tot divisiegeneraal. Barras zou hem bovendien voorgesteld hebben aan Marie-Rose. Op 26 oktober werd Napoleon zijn opvolger als chef van de Nationale Garde.
Napoleon was zeer onder de indruk van de verleidelijke en zes jaar oudere "Creoolse" met belangrijke vrienden en veel ervaring. Marie-Rose zou eerst de maîtresse zijn geweest van generaal Lazare Hoche, vervolgens van Paul Barras, die samen met Tallien Robespierre ten val hadden gebracht uit vrees voor hun eigen leven. Napoleon werd smoorverliefd op haar, en schreef haar vurige brieven. De eerste brief dateert van 28 oktober. Als hij geweten had hoeveel duizenden francs schuld zij had, had hij misschien geaarzeld met zijn huwelijksaanzoek. Napoleons familie was tegen het huwelijk, met name zijn moeder Laetitia en broers Joseph en Lucien. Joséphine aarzelde; zij wist niet goed wat ze aan moest met die magere Corsicaan. Uiteindelijk raadpleegde zij Barras, die haar overhaalde Napoleons aanzoek te accepteren. Het is onduidelijk of Joséphine uit liefde of uit koele berekening trouwde. Zij was immers niet zo jong meer en een huwelijk sluiten zou niet gemakkelijk meer zijn. Als vrouw van een generaal zou zij in ieder geval in haar levensonderhoud en dat van haar twee kinderen kunnen voorzien. Barras zou haar beloofd hebben dat haar Corsicaanse echtgenoot toch binnenkort op veldtocht zou zijn. Napoleon zou een belangrijk commando krijgen, zodat Joséphines leven nauwelijks zou veranderen. Mogelijk hebben zich eerst enkele jaloerse scènes afgespeeld tussen Barras en Joséphine, waarna ze zich verzoenden. De precieze gang van zaken is evenwel onduidelijk.

## Echtgenote van Napoleon

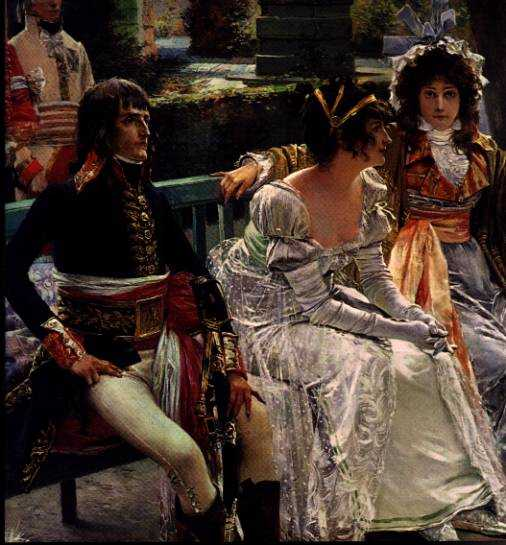
Napoleon en Joséphine bij een ontvangst in Isola Bella op 18 augustus 1797

Op 2 maart werd Napoleon door de Conventie benoemd als commandant over de Italiaanse Veldtocht. Het paar trouwde op 9 maart 1796 in het geheim; Napoleon, druk bezig met de voorbereidingen voor de militaire campagne, kwam veel te laat. Het huwelijk werd gesloten door Antoine Lecombe, die later niet bevoegd bleek om het huwelijk af te sluiten. Van een kerkelijke inzegening zagen zij af (waarschijnlijk niet bon ton in het revolutionaire Parijs). Getuigen waren Barras en Tallien. Josephine's advocaat Étienne Calmelet en de nog minderjarige Le Marois. Zowel Joséphine als Napoleon logen tegenover de ambtenaar over hun leeftijd: Joséphine haalde er een vijftal jaar af, want een geboortebewijs uit Martinique was zo snel niet te organiseren en Napoleon telde er "uit hoffelijkheid" achttien maanden bij op. Twee dagen later vertrok Napoleon richting Savona, aan de Italiaanse Riviera. Joséphine vestigde zich in het huis van de acteur Talma, dat Napoleon in 1798 voor haar kocht.

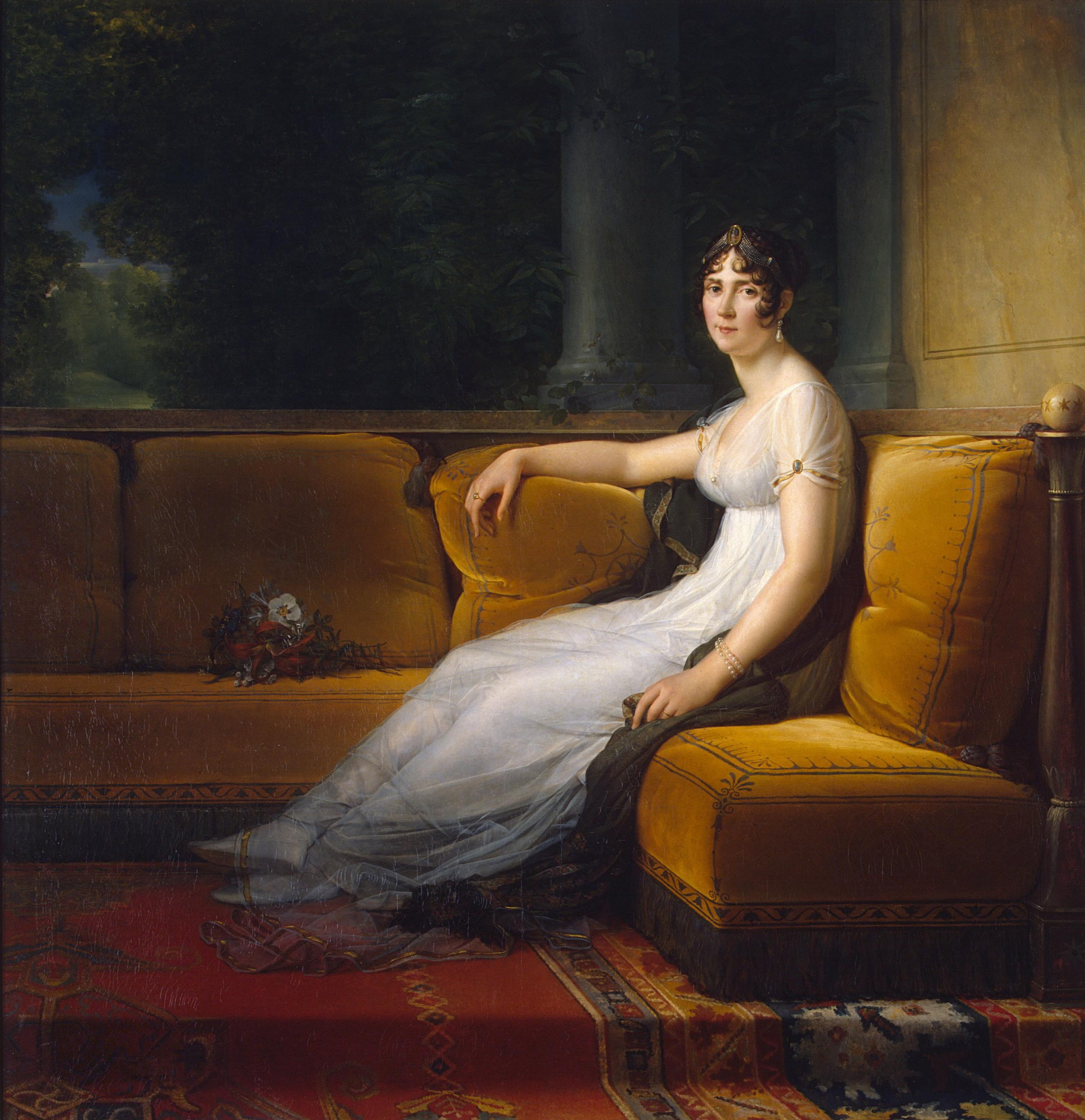
Madame Bonaparte in haar salon, rond 1801 door François Gérard

In 1799 begeleidde ze haar man en zoon tot de havenstad Toulon, waarna beiden scheep gingen. Gedurende de Expeditie van Napoleon naar Egypte verbleef Joséphine in de baden van Plombières en onderhield een relatie met Hippolyte Charles. Bij zijn terugkeer moest Napoleon een maand op haar wachten. Het paar vestigde zich in het Kasteel van Malmaison dat ondertussen werd verbouwd in Empirestijl door twee Franse architecten, die beïnvloed waren door Piranesi. De ingang kreeg de vorm van een legertent, evenals de slaapkamer, ter herinnering aan zijn tocht naar Egypte. In de salon kwamen schilderijen met taferelen uit de Ossiansage. In de tuin kwam een openluchttheater, een passie van Napoleon, die zijn familie en personeel liet optreden. Joséphine speelde patience of bemoeide zich met de parkaanleg. In 1804 probeerde ze het leven van Louis Antoine, de hertog van Enghien te redden.

## Keizerin

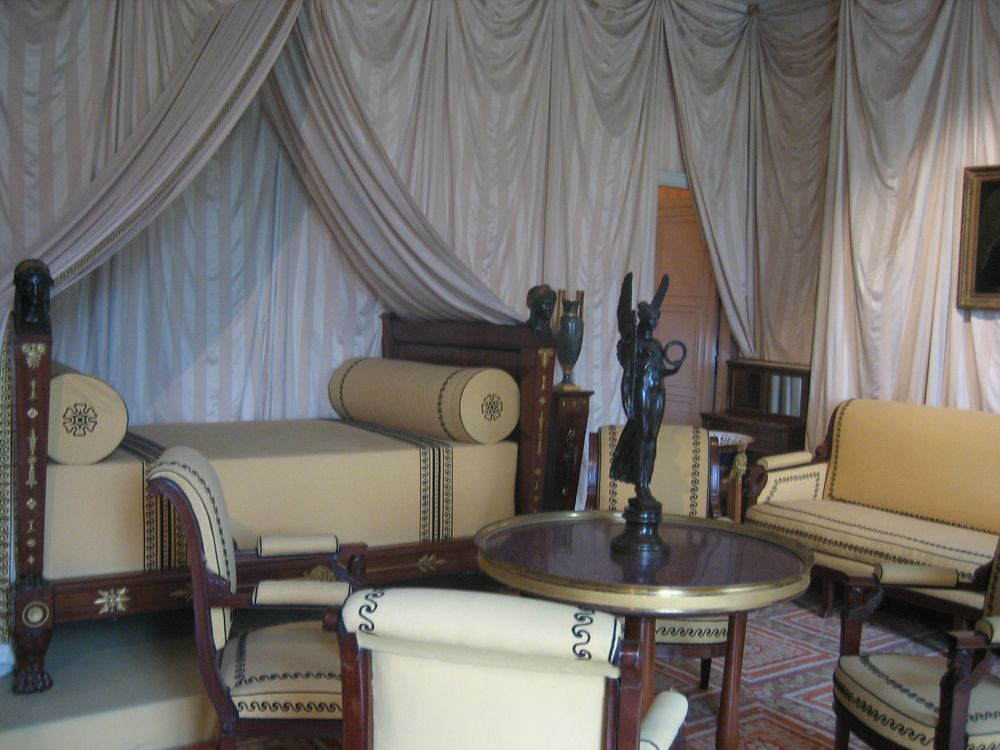
De slaapkamer van Napoleon in Malmaison, met een in werkelijkheid knalgeel bed en bank

Op 2 december 1804 werd Joséphine door Napoleon gekroond tot keizerin. De dag daarvoor was Josephine gaan biechten bij paus Pius VII en vertelde dat zij nooit voor de Kerk was getrouwd met Napoleon. Haar belang om deze ontboezeming te doen, was het feit dat zij een echtscheiding verwachtte, omdat zij nog steeds kinderloos was. De paus vond dat een dergelijke verbintenis nodig was voordat zij tot keizer en keizerin gekroond konden worden. Napoleon moest daarom dezelfde avond nog rap in het kerkelijk huwelijk treden met Joséphine. Een actie die hij haar niet snel meer zou vergeven. Joséphine was 41 en Napoleon 35 jaar toen zij tot keizerin en keizer werden gekroond. Napoleon kroonde, in aanwezigheid van de paus eerst zichzelf en daarna zijn echtgenote.
Joséphine kocht alle in de omgeving van Malmaison beschikbare bossen, kastelen en landerijen op en liet haar passie voor de dieren- en plantenwereld de vrije loop. Ze beschikte over een echte menagerie met struisvogels, fazanten, zwarte zwanen, emoe's, gemzen, lama's, een zeehond, en vele soorten apen. Tientallen soorten exotische planten werden aangevoerd tussen 1804 en 1814 om op te groeien in het park of in de kassen. De Hortensia werd naar haar dochter genoemd, alhoewel dit mogelijk niet op waarheid berust. Toen de plant de naam Hortensia kreeg was Hortense de Beauharnais namelijk nog niet geboren. Mogelijk is Hortense van Nassau de naamgever, maar ook dit blijft onduidelijk. Heel bijzonder waren haar rozen. Malmaison werd een botanische tuin met grote faam, waaraan kosten noch moeite waren gespaard.

## Scheiding

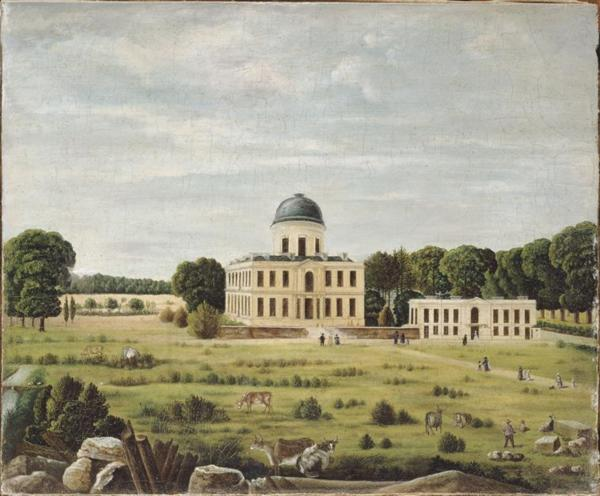
Weergave van het kasteel van Navarre ten tijde van keizerin Joséphine

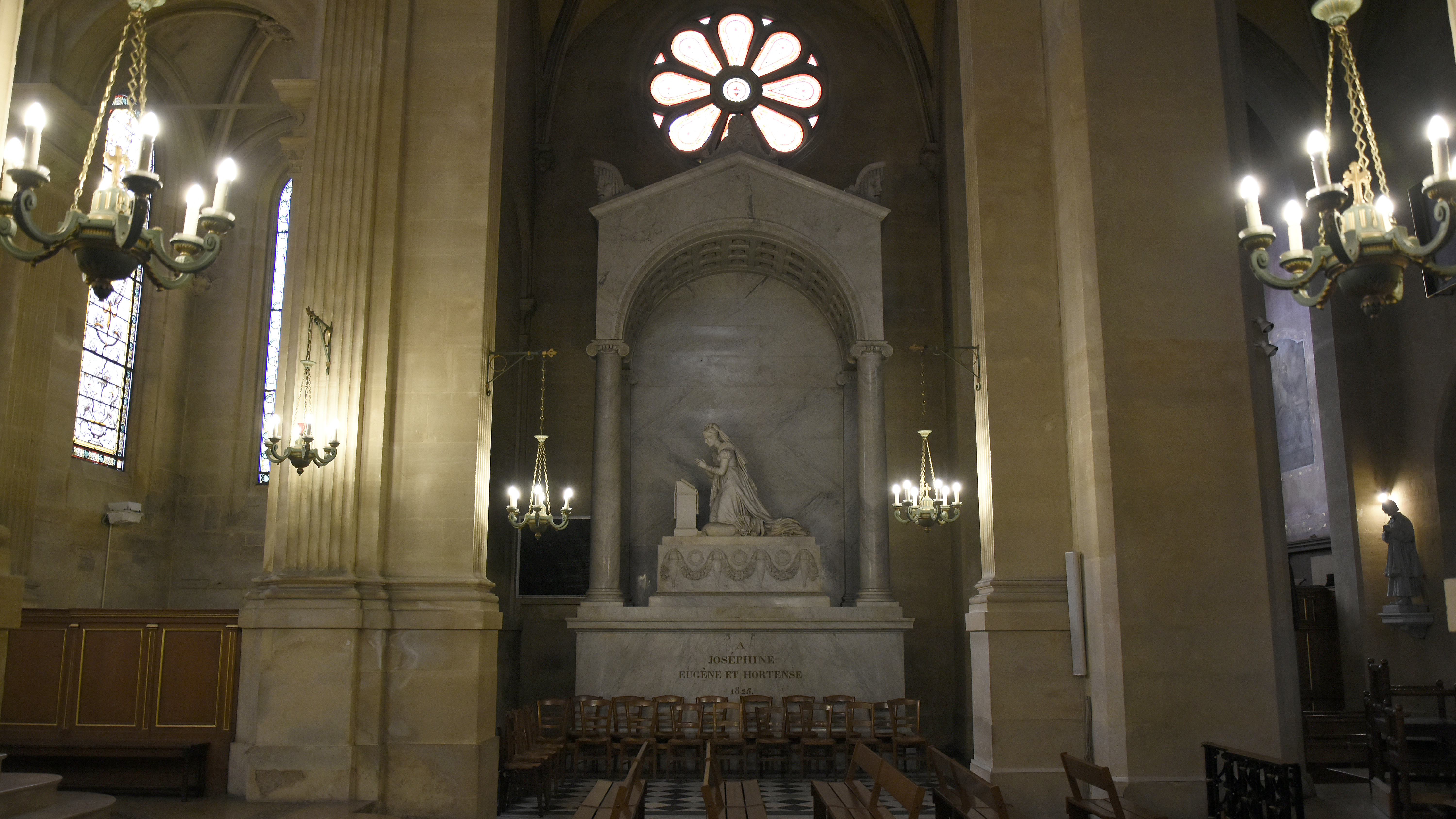
De tombe van Joséphine de Beauharnais in de Sint-Petrus-en-Pauluskerk in Rueil-Malmaison

In 1806 kreeg Napoleon een buitenechtelijk kind, Charles Léon comte Denuelle, maar als bastaard was hij geen wettig erfgenaam. Er werd door Napoleon een familieraad georganiseerd in 1809 om zijn kinderloos huwelijk met Joséphine te kunnen ontbinden. De Senaat keurde het handelen van Napoleon goed, omdat dit in het belang van Frankrijk was. Een maand later verklaarde de Franse Kerk het in 1804 gesloten huwelijk ongeldig, omdat er geen getuigen aanwezig waren geweest. Niets stond Napoleon nu nog een nieuw huwelijk in de weg.

## Overlijden en museum
Joséphine verhuisde na haar scheiding van Malmaison naar kasteel Navarre bij Evreux. Ze liet Eugène Malmaison terugvragen, maar ging vaak op reis om Marie Louise van Oostenrijk te vermijden. Joséphine stierf op 29 mei 1814 ten gevolge van een longontsteking in het kasteel van Malmaison, na een bezoek van Frederik Willem III van Pruisen, Alexander I van Rusland en enkele Russische grootvorsten. Ze is begraven in de Sint-Petrus-en-Pauluskerk in Rueil-Malmaison.
Malmaison werd in 1906 een museum, waar voornamelijk werken betreffende Napoleon en zijn echtgenote Joséphine tentoongesteld werden.